# Astrotoma
Astrotoma is een geslacht van slangsterren uit de familie Gorgonocephalidae. De wetenschappelijke naam van het geslacht werd in 1875 voorgesteld door Theodore Lyman. In de protoloog plaatste hij in het geslacht slechts de eveneens nieuw door hem beschreven en benoemde soort Astrotoma agassizii, die daarmee automatisch de typesoort werd.

## Soorten
- Astrotoma agassizii Lyman, 1875
- Astrotoma deficiens (Koehler, 1922)
- Astrotoma drachi Guille, 1979
- Astrotoma manilense Döderlein, 1927